# Homeworth (Ohio)
Homeworth é um lugar designado pelo censo localizado no condado de Columbiana no estado estadounidense de Ohio. No Censo de 2010 tinha uma população de 481 habitantes e uma densidade populacional de 148,1 pessoas por km².

## Geografia
Homeworth encontra-se localizado nas coordenadas 40° 50′ 10″ N, 81° 03′ 55″ O. Segundo a Departamento do Censo dos Estados Unidos, Homeworth tem uma superfície total de 3.25 km², da qual 3.21 km² correspondem a terra firme e (1.2%) 0.04 km² é água.

## Demografia
Segundo o censo de 2010, tinha 481 pessoas residindo em Homeworth. A densidade populacional era de 148,1 hab./km². Dos 481 habitantes, Homeworth estava composto pelo 99.17% brancos, o 0.21% eram afroamericanos, o 0% eram amerindios, o 0% eram asiáticos, o 0% eram insulares do Pacífico, o 0% eram de outras raças e o 0.62% pertenciam a duas ou mais raças. Do total da população o 0% eram hispanos ou latinos de qualquer raça.